# 자유공원서로
자유공원서로(Jayugongwonseo-ro)는 인천광역시 중구 선린동에서 전동까지 이어주는 인천광역시도로, 총 연장은 608m이다. 도로의 명칭이 유래된 것은 자유공원 서쪽에 위치한 도로로, 공원과 관련된 명칭과 방위를 활용한 것에서 유래되었다.

## 역사
- 2009년 10월 1일 : 도로명으로 자유공원서로를 고시

## 주요 경유지
- 중구
  - 선린동 - 북성동3가 - 송월동3가 - 전동

## 접촉하는 도로
- 차이나타운로
- 동화마을길
- 자유공원로

## 주요 건물 및 시설
- 인천중화교회 (자유공원서로 13/북성동3가 5-1)
- 인천지방해양안전심판원 (자유공원서로 57/전동 25-61)
- 인천기상대 (자유공원서로 61/전동 25-59)